# 矮车塔
矮车塔，位于中国广东省梅州市五华县转水镇矮车，为梅州市五华县的一个县级文物保护单位，类型为古建筑，公布时间为1994年9月。
矮车塔的历史年代为清代。